# Cladoselache
A Cladoselache a Cladoselachidae család egyik devon korban (kb. 400 millió éve) élő, mára már kihalt nemzetsége. Magyar jelentése szerteágazó cápa.

## Különbségei a mai cápáktól
A szájuk a fej elején nem az orr alatt helyezkedik el, hiányzik náluk a hátulsó helyzetű hátúszó valamint a felső állcsont jobban kapcsolódik a koponyához és az agytokhoz.

## Lelőhelye
Észak-Amerika (pl. Ohioi Cleveland-pala), Európa több részén.

## Leírása

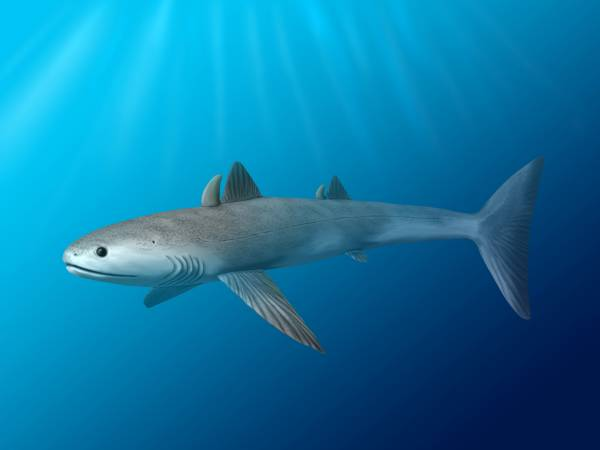
A C. fyleri rekonstrukciója

Uszonyainak elhelyezkedése: két pár hátúszó a test középső részén és a test elülső részén, hiányzik a hátulsó elhelyezkedő hátúszó. Két pár mellúszó a kopoltyú mögött, a másik pár a hasi barázda mögött helyezkedik el, végül egy nem szimmetrikus farok úszóban végződik. Testméretük 2 méteresig terjed.

## Életmódja
Fő ragadozója az akár 6 métert is elérhető Dunkleosteus páncélos hal lehetett.